# Селище (Вілейський район)
Селище (біл. вёска Селішча) — село в складі Вілейського району Мінської області, Білорусь. Село підпорядковане В'язинській сільській раді, розташоване в північній частині області.